# Francíada
En el calendario republicano francés, la francíada (en francés Franciade) era el periodo de cuatro años al final del cual era necesario añadir un día al año del calendario para mantenerlo en armonía con el año solar (c. 365¼ días). 

La francíada fue definido en 1793 en artículo 10 del Décret de la Convención nationale portant sur la création du calendrier républicain (Decreto de la Convención Nacional en lo concerniente a la creación del calendario republicano) como sigue:

Al periodo de 4 años, al final del cual la adición de un día es normalmente necesario, se le otorga el nombre de francíada, en memoria de la revolución que, después de 4 años de penurias, dirigió a Francia hacia su gobierno republicano.

La période de quatre ans, au bout de laquelle cette addition d'un jour est ordinairement nécessaire, est appelée la franciade, en mémoire de la révolution qui, après quatre ans d'efforts, a conduit la France au gouvernement républicain.
El día que era así añadido al final de los días complementarios o Sanscoulottidas se le llamó le jour de la révolution (Día de Revolución).
Francíada fue también el nombre dado a la comuna de Saint-Denis de 1793 a 1800.
- Datos: Q13420373